# Scenen är vår
Scenen är vår är ett studioalbum av Bengt Hennings, utgivet i maj 2012.

## Låtlista
1. Scenen är vår, med Bengt Henningsson, Hasse Schmidt och Sune strand (Leif Melander, Maritha Johansson)
2. Jag lever nu (Anders Wigelius, Ulf Georgsson)
3. Stanna hos mig i natt (Why Don't We Spend the Night, Bob McDill, Hasse Carlsson)
4. Möt mig i Stockholm (Meet Me in Stockholm, Doug Sam, Red Jenkins)
5. Young and Beautiful (Aaron Schroeder, Abner Silver)
6. Kärleken går sin egen väg (Peter Åhs, Ulf Georgsson)
7. Pretty Suzie Sunshine (John L. Finneran, Vincent Finneran)
8. Only the Lonely (Joe Melson, Roy Orbison)
9. Lördagskväll i parken (Leif Melander, Peter Nord)
10. Bee Gees-medley (Barry Gibb, Maurice Gibb, Robin Gibb)
  1. Islands in the Stream
  2. Heartbreaker
  3. How Deep Is Your Love
  4. More Than a Woman
11. Euphoria (Thomas G:son, Peter Boström)
12. På en våg av kärlek (Tommy Andersson, Camilla Andersson)

## Listplaceringar
| Lista (2012-2013) | Topplacering |
| ----------------- | ------------ |
| Sverige           | 8            |

### Fotnoter
1. ↑  ”Scenen är vår”. Svensk mediedatabas. 26 februari 2012. http://smdb.kb.se/catalog/id/002847226. Läst 20 november 2014.
2. ↑  ”Scenen är vår”. Swedishcharts. 26 februari 2012. http://www.swedishcharts.com/showitem.asp?interpret=Bengt+Hennings&titel=Scenen+%E4r+v%E5r&cat=a. Läst 20 november 2014.